# Opuntia megasperma
Opuntia megasperma J.T.Howell es una especie fanerógama perteneciente a la familia Cactaceae. Son endémicas de Galápagos, muy bien adaptadas a un clima tropical pero seco y son el medio de supervivencia de algunas especies.

## Descripción
Opuntia megasperma crece como un árbol con coronas redondeadas y sin ramas en expansión y alcanza una altura de 2 y 6 metros. Es espinoso inicialmente, posteriormente cubierto con placas, alcanzando diámetros de hasta un metro. Las secciones son de color amarillo verdoso a azul-verde, redondas, ovoides a oblongas, de 25 a 37 centímetros de largo, 15 a 25 de ancho  y un grosor de 1,8 a 3,4 cm. Las areolas a 30 a 42 mm espaciados  son ovaladas con un diámetro de 2 a 6 milímetros. Las 8-50  espinas son de color amarillo y  entre marrón rojizo o marrón oscuro. Las flores son de color  y rojo-amarillas  de 6 a 13 cm de largo y puede alcanzar diámetros de 6 a 11 (o más) cm. Los frutos son verdes, convirtiéndose más tarde en color verde amarillento  de 6 a 17 centímetros de  largo y están cubiertos con pequeñas espinas erizadas. Las grandes semillas miden de 5 a 13 milímetros de largo.

## Distribución
Es endémica de las Islas Galápagos, en Ecuador.

## Taxonomía
Opuntia megasperma  fue descrita por Thomas Jefferson Howell y publicado en Proceedings of the California Academy of Sciences, Series 4, 21: 46. 1933.
Etimología
Opuntia: nombre genérico  que proviene del griego usado por Plinio el Viejo para una planta que creció alrededor de la ciudad de Opus en Grecia.

megasperma: epíteto latino que significa "grandes semillas".
Sinonimia
Variedades
- Opuntia megasperma var. orientalis
- Opuntia megasperma var. mesophytica
- Opuntia megasperma var. megasperma